# Heike Grimm

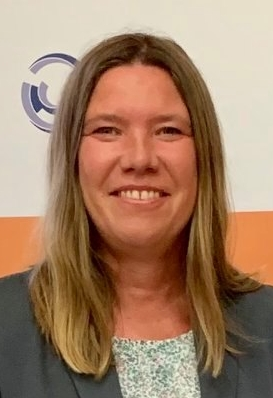
Heike Grimm (2020)

Heike Grimm (* 1967 in Starnberg) ist eine deutsche Politik- und Wirtschaftswissenschaftlerin sowie Hochschullehrerin.

## Leben
Grimm studierte von 1986 bis 1992 Politikwissenschaften, Volkswirtschaftslehre, Wirtschaftsgeschichte und Arabisch an der Ludwig-Maximilians-Universität in München und der School of Oriental and African Studies der University of London. Ihr Studium schloss sie mit dem Master of Arts in München ab. Zwischen 1993 und 1994 arbeitete sie beratend für Consultant Additionen GmbH und das Ministerium für Arbeit, Gesundheit und Soziales Brandenburg, in Potsdam. 1997 wurde sie an der LMU München mit einer Dissertation Existenzgründung in den neuen Bundesländern zum Dr. rer. pol. promoviert.
Bis 2002 war Grimm in verschiedenen Forschungs-, Beratungs- und Management-Funktionen tätig, darunter an der Verwaltungshochschule Speyer, der Europe Unlimited SA Brüssel, der Union Mittelständischer Unternehmen e.V. sowie der Existenzgründungsinitiative Niedersachsen. 2002 wurde sie zur Forschungsdozentin für Public Policy, gefördert vom Stifterverband für die Deutsche Wissenschaft an der Universität Erfurt ernannt und nahm die Dozentur im Zuge der Gründung der Willy Brandt School of Public Policy (ehemals Erfurt School of Public Policy) an der Universität Erfurt wahr. Zwischen 2006 und 2008 fungierte sie als Direktorin und Geschäftsführerin der Brandt School, danach als Vizedirektorin der Einrichtung, und kooperierte assoziiert mit dem Max-Planck-Institut für Ökonomik in Jena in der Entrepreneurship, Growth and Public Policy Group.
Im Jahr 2013 wurde Grimm an der Universität Erfurt mit der Schrift Creating an Entrepreneurial Economy: The Role of Public Policy habilitiert und nahm anschließend einen Ruf an die Professur für Policy Analysis and Public Management an der Universität Malta an.
Ende desselben Jahres erfolgte der Ruf für die von der Haniel Stiftung geförderten Aletta Haniel Professur für Public Policy und Entrepreneurship an der Universität Erfurt, wo sie seit 2015 wiederholt die Brandt School leitet. Während ihrer Zeit in Erfurt nahm sie kurzfristig verschiedene Lektorenstellen und Gastprofessuren im Ausland an, darunter an der Indiana University in Bloomington oder der Higher School of Economics der State University in Moskau an. Im Oktober 2014 wurde sie zur Vizepräsidentin für Internationale Angelegenheiten an der Universität Erfurt ernannt.

## Forschung und Lehre
Grimms Forschungsinteressen umfassen die Bereiche Entrepreneurship und Entrepreneurship Policy, ökonomische Regionalentwicklung, Social Entrepreneurship, Strategisches Management und Nonprofit Management. Sie bietet unter anderem Einführungskurse zu "Comparative Public Policy" und "Leadership in the Public Sector" an, darüber hinaus Vertiefungskurse zu "Nonprofit Management", "Entrepreneurship Policy" und "Social Entrepreneurship".

## Publikationen (Auswahl)
- Qualifikationen, Ausbildung und Professional Schools in der Politikberatung. In: Svenja Falk, Manuela Glaab, Andrea Römmele, Henrik Schober, Martin Thunert (Hrsg.): Handbuch Politikberatung. Springer VS, Wiesbaden 2019, S. 609–623.
- Entrepreneurship und Wissenschaftsmanagement an staatlichen Hochschulen. In: Harald Pechlaner, Benedict C. Doepfer, Stefan Märk (Hrsg.): Wertschöpfungskompetenz und Unternehmertum. Rahmenbedingungen für Entrepreneurship und Innovation in Regionen. Springer Gabler, Wiesbaden 2014, S. 165–196.
- mit Johannes Jaenicke: What drives patenting and commercialization activity at East German universities? The role of new public policy, institutional environment and individual prior knowledge. In: Journal of Technology Transfer, Bd. 37 (2012), Nr. 4, S. 454–477 (vorab online veröffentlicht am 2. Oktober 2010).
- The Lisbon Agenda and Entrepreneurship Policy: Governance Implications from a German Perspective. In: Public Administration, Bd. 89 (2011), Nr. 4, S. 1526–1545 (online veröffentlicht am 17. Juni 2011).
- Entrepreneur – Social Entrepreneur – Policy Entrepreneur. Typologische Merkmale und Perspektiven. In: Zeitschrift für Politikberatung, Jg. 3 (2010), Heft 3–4, S. 441–456 (online veröffentlicht am 27. April 2011).
- mit Benoît Rihoux: Innovative Comparative Methods for Policy Analysis. Beyond the Quantitative-Qualitative Divide. Springer, New York 2006.